# Przedni Zabrat
Przedni Zabrat (słow. Predná Zábrať) – niewybitny, słabo wyróżniający się wierzchołek w słowackich Tatrach Zachodnich. Znajduje się w północno-zachodniej grani Rakonia oddzielającej Dolinę Rohacką od Doliny Łatanej. Od strony Rakonia w grzbiecie tym znajduje się jeszcze Zabratowa Przełęcz (1656 m) i równie mało wybitny wierzchołek Zadniego Zabratu. W przeciwną stronę, do Zwierówki opada zalesiony Skrajny Szyndlowiec będący zakończeniem tego grzbietu. Spomiędzy wierzchołków Zadniego i Przedniego Zabratu opada do Doliny Łatanej ciemna kotlina Szyndlowego Żlebu.
Dawniej wierzchołek i górna część zboczy Przedniego Zabratu były wypasane, po włączeniu tego rejonu do TANAP-u i zaprzestaniu wypasu trawiaste dotąd obszary zaczęły porastać lasem i kosodrzewiną. Przez Przedni Zabrat nie prowadzi żaden szlak turystyczny.